# 酒人內親王
酒人內親王（754年—829年9月25日），日本第五十代桓武天皇的皇妃，父親是第四十九代光仁天皇，母親是井上內親王。酒人內親王姿色美豔，桓武天皇納為妃，生下一女朝原內親王。內親王操行不謹，而天皇從不加以禁止。寶龜元年，進三品。寶龜三年，為成為伊勢齋王進行潔齋。寶龜五年九月，到伊勢任齋王，寶龜六年因政變而還。天長六年八月，薨。年七十六。
據《日本後紀》逸文天長6年8月丁卯（20日）記載，酒人內親王「容貌殊麗。柔質窈窕。（中略）寵幸方盛。性倨傲，不加修。天皇不禁，任其所欲。媱行漸增，不能自制。」酒人內親王因為美貌，是桓武天皇最寵愛的妃子，酒人內親王的女兒朝原內親王，亦擔任齋王。

## 納妃疑慮
酒人內親王原本依照龜卜擔任伊勢神宮的齋王，但因母親井上內親王與胞弟他戶親王受到幽閉而返回京都。回京後酒人內親王與當時為皇太子之山部親王（後桓武天皇）結婚，成為皇太子之妃。
按照日本古代傳統，同父異母或同母異父之姐弟及兄妹可以通婚，但若為同胞，則不能結婚。酒人內親王若如史書上所言為桓武天皇同母的妹妹，為何能進宮為妃？
根據後人考證，原來酒人內親王實際上是光仁天皇廢后井上內親王的女兒，廢太子他戶親王之姊。經史書考察，式部卿藤原百川曾誣陷井上內親王，好讓桓武天皇順利成為太子以登皇位。如果是如此，解釋為桓武天皇對酒人內親王生母井上內親王的愧疚。

## 來源
- 大日本史 （页面存档备份，存于）